# سپاه انصارالرضا خراسان جنوبی

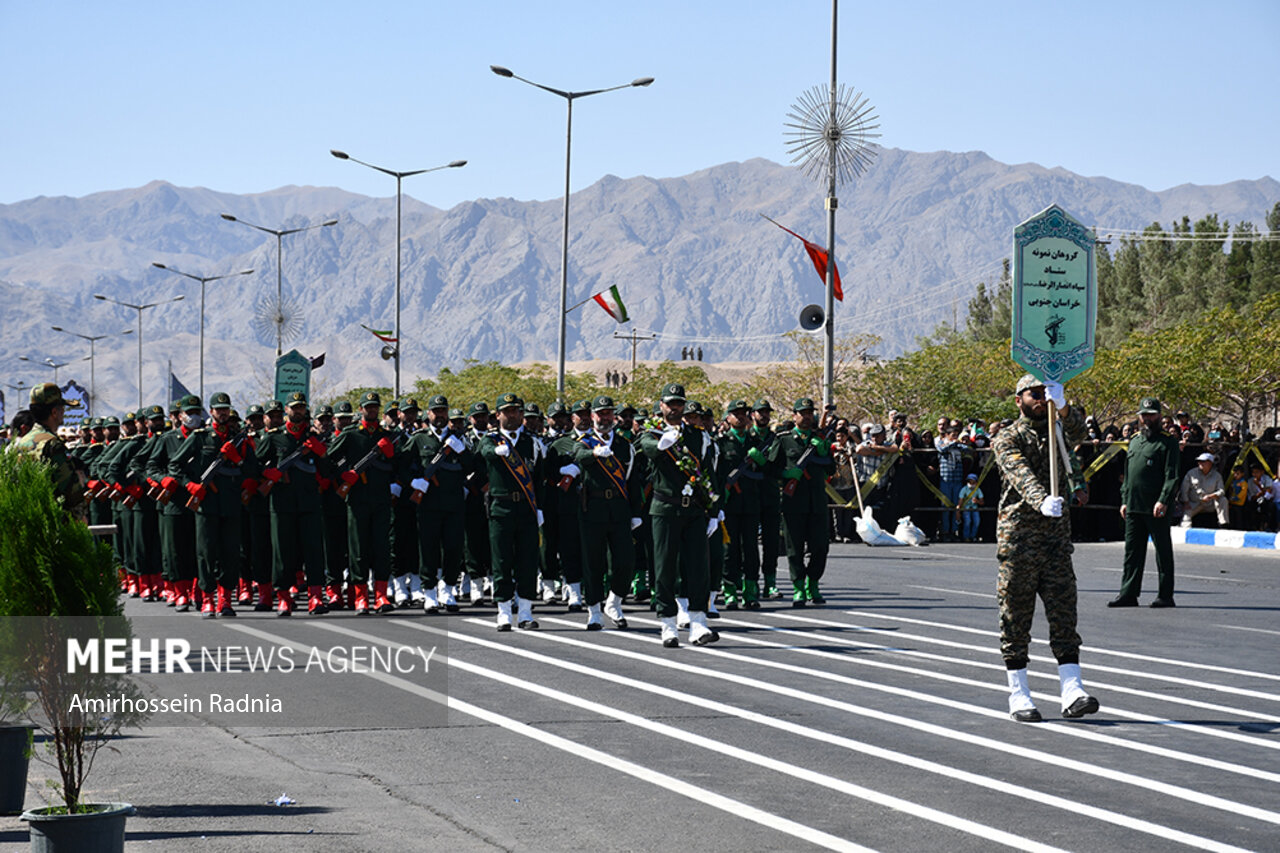
رژه نیروهای سپاه انصارالرضا خراسان جنوبی به‌مناسبت سالگرد جنگ ایران و عراق در سال ۱۴۰۱، بیرجند

سپاه انصارالرضا خراسان جنوبی یگان نظامی-امنیتی و از سپاه‌های استانی زیرمجموعه سپاه پاسداران انقلاب اسلامی است، که ستاد فرماندهی آن در شهر بیرجند مستقر می‌باشد و وظیفه فرماندهی و کنترل کلیه یگان‌های سپاه و بسیج مستقر در استان خراسان جنوبی را برعهده دارد. مهم‌ترین یگان‌های زیرمجموعه این سپاه، تیپ ۸۸ انصارالرضا از نیروی زمینی سپاه و ۱۱ سپاه ناحیه‌ای (نواحی بسیج شهرستان‌های استان) همچون سپاه بیرجند، سپاه طبس، سپاه فردوس و سپاه نهبندان می‌باشند. در حال حاضر سرتیپ‌دوم پاسدار محمدرضا مهدوی فرماندهی سپاه انصارالرضا خراسان جنوبی را برعهده دارد.